# Ковиљкин град
Ковиљкин град је назив за археолошке остатке изнад Бање Ковиљаче, град Лозница, западна Србија.
Град су изградили Римљани, постоје трвдње да је римски назив за ово место био Генсис, али то никада није потврђено. Смештен је на врху брежуљка и остаци зидина се шире на око 150 м. У средишту је могуће препознати остатке различитих просторија. У време Римљана, река Дрина је текла испод овог насеља и верује се да је испод града постојала римска речна лука.
Локалитет археолози нису у потпуности истражили.

## Галерија
- Римско камење
- Једна од соба на врху града
- Једна од соба, детаљ
- Изрезбарен камен близу града